# Thomas Barz
Thomas Barz (* 30. Juli 1966 in Angermünde) ist ein deutscher Wirbelsäulenchirurg, der in Zusammenarbeit mit Markus Melloh das Nervenwurzel-Sedimentationszeichen, einen qualitativen Parameter in der Diagnose von Patienten mit lumbaler Spinalkanalstenose, beschrieben hat.

## Leben
Barz studierte Medizin an der Ernst-Moritz-Arndt-Universität Greifswald und promovierte 1993. Für seine Dissertation wurde ihm der Promotionspreis der Universität Greifswald verliehen. Nach Hospitationen am Klinikum Neustadt bei Henry Halm, im Spital Thun bei Othmar Schwarzenbach und am Queen’s Medical Centre in Nottingham bei John Webb und Brian Freeman übernahm er 2006 gemeinsam mit dem Neurochirurgen Jan-Uwe Müller die Leitung des Spine Centers an der Universitätsklinik Greifswald. Seit 2007 ist er Chefarzt der Klinik für Orthopädie und Unfallchirurgie am Asklepios Klinikum Uckermark in Schwedt/Oder.

## Forschung
Auf transversalen Magnetresonanztomographie-Schnittbildern (MRT) der Lendenwirbelsäule von auf dem Rücken liegenden Patienten beobachteten Barz und Melloh ein der Schwerkraft folgendes Absinken der lumbalen Nervenwurzeln. Bei Patienten mit lumbaler Spinalkanalstenose konnte das Absinken der lumbalen Nervenwurzeln nicht beobachtet werden. Sie nannten dieses von ihnen 2008 erstmals beschriebene Phänomen „Nervenwurzel-Sedimentationszeichen“ und definierten das fehlende Absinken von lumbalen Nervenwurzeln bei Patienten mit lumbaler Spinalkanalstenose als positives Nervenwurzel-Sedimentationszeichen. Weitere Studien und Re-Analysen von MRT-Daten des Spine Patient Outcomes Research Trial (SPORT) (unpubliziert) konnten zeigen, dass das Nervenwurzel-Sedimentationszeichen ein geeigneter qualitativer Parameter in der Diagnose von Patienten mit lumbaler Spinalkanalstenose ist. Ein positives Nervenwurzel-Sedimentationszeichen unterstützt die OP-Indikationsstellung bei Patienten mit lumbaler Spinalkanalstenose, bei denen aufgrund der Messwerte der Duralsackfläche im MRT keine OP-Indikation besteht, deren Beschwerden sich aber durch einen operativen Eingriff signifikant stärker bessern als unter einer nicht-operativen Behandlung.